# Ѕ
S, ѕ (произнася се дзе) e буква от кирилицата. Присъства в старобългарската и църковнославянската азбука. В писмената норма на македонската реч е 10-а по ред и обозначава звучната венечна преградно-проходна съгласна /ʣ/ ([дз]). В старобългарската азбука има название ѕѣло (произнася се /d͡zælo/, което е близо по произношение до „дзяло“), съответно в църковнославянска – ѕѣлѡ (произнася се [zʲɪɫo], близо до „зело“). В глаголицата се изписва така , а в класическата старобългарска кирилица е изписвана по три различни начина – в S-образна форма, в огледален вид Ꙅ и като видоизменен вариант на буква Ꙁ, изглеждаща като „зачеркнато Z“ Ꙃ. В глаголицата има числова стойност 8, а в кирилицата – 6.

## Произход
Произходът на глаголическата буква „дзело“ е неясен. Кирилското начертание на буквата S вероятно произлиза от гръцката лигатура стигма (Ϛ, ϛ), имаща същата цифрова стойност (6), и сходство в произношението ([ст] у гърците, [дз] у славяните). Кирилската буква S и латинската S притежават общ произход. Латинската буква произлиза непосредствено от гръцката сигма (Σ, σ, ς), така както кирилската произлиза от двете букви Στ, στ.

## Употреба
Първоначално звуковата стойност на буквата S се е отличавала от З. Звукът S представлява меко [дз] или [з], произлизащо при смекчаването на [г]: мъногъ/мъноѕи, нога/ноѕѣ, растръгати/растрьѕати и т.н. Още в старобългарския период различието между S и З започва да намалява, като в църковнославянската книжнина от средата на 17 век има условен характер:
- различават се по своята цифрова стойност (S=6, З=7);
- буква S се използва в корена на думата ѕвѣзда, ѕвѣрь, ѕеліе, ѕлакъ, ѕлый, ѕмій, ѕѣлѡ и техните производни;
- във всички останали случаи се пише З;
- в думата зелен и нейните производни, тъй като не се смятат за свързани със ѕеліе и също се пише със З.

В първоначалния вариант на руския граждански шрифт по времето на Петър I, буквата S е представлявала звука [з]. Поради това през 1708 г. буква З е премахната, но през 1710 г., във втория вариант на гражданския шрифт, буква З е възстановена, а S е премахната. Впрочем и двата варианта на гражданския шрифт се използват успоредно до 1735 година, която се смята за окончателната дата на премахването на буквата S.
Буква S рядко се използва до към средата на 20 век в сръбския граждански печат, чийто правопис е по-близък до църковнославянския в сравнение с руския.
В новосъздадената македонска писмена норма S е въведена от Езиковите комисии на АСНОМ на 4 декември 1944 година след гласуване (10 гласа „за“, 1 „против“), в която S е след З, въпреки че в старобългарската и църковнославянска азбуки подреждането им е обратно.